# Destroyer (Static-X)
Destroyer è un singolo del gruppo musicale statunitense Static-X, pubblicato il 13 febbraio 2007 come secondo estratto dal quinto album in studio Cannibal.

## Tracce
Testi e musiche di Wayne Static.
CD promozionale (Regno Unito, Stati Uniti), download digitale
1. Destroyer – 2:45

CD singolo (Stati Uniti)
1. Destroyer – 2:45
2. Cannibal – 3:13
3. Love Dump – 4:20
4. Push It – 2:35
5. I'm with Stupid (Video) – 3:25

## Formazione
Gruppo
- Wayne Static – voce, chitarra ritmica, programmazione
- Koichi Fukuda – chitarra solista
- Tony Campos – basso, cori
- Nick Oshiro – batteria

Produzione
- Wayne Static – produzione
- John Travis – produzione, registrazione, missaggio
- Tom Baker – mastering

## Classifiche
| Classifica (2007)             | Posizione massima |
| ----------------------------- | ----------------- |
| Stati Uniti (mainstream rock) | 23                |